# Distrikt Paucarcolla
Der Distrikt Paucarcolla liegt in der Provinz Puno in der Region Puno im Süden Perus. 

## Geographische Lage
Der Distrikt Paucarcolla liegt am Westufer des Titicacasees im Norden der Provinz Puno. Er besitzt eine Fläche von 174 km². Beim Zensus 2017 wurden 4431 Einwohner gezählt, 1993 lag die Einwohnerzahl bei 4382, im Jahr 2007 bei 4864.  Paucarcolla befindet sich 11 km nordnordwestlich der Regions- und Provinzhauptstadt Puno.
Im Westen reicht der Distrikt bis zu dem See Lago Umayo. Der Distrikt Paucarcolla grenzt im Süden an den Distrikt Puno, im Südwesten an den Distrikt Tiquillaca, im Nordosten an den Distrikt Atuncolla sowie im Nordwesten an den Distrikt Huata.

## Verwaltung
Der Distrikt entstand in den Gründungsjahren der Republik Peru. Sitz der Distriktverwaltung ist die 3847 m hoch gelegene Ortschaft Paucarcolla mit 637 Einwohnern (Stand 2017). Neben dem Hauptort gibt es im Distrikt Patallani mit 234 Einwohnern als größere Ortschaft.

## Verkehr
Die Nationalstraße 3S von Puno nach Juliaca führt durch den Distrikt.
Durch den Distrikt führt auch die Bahnstrecke Cusco–Puno. Die Gemeinde Paucarcolla besitzt einen Bahnhof an der Strecke. Allerdings ist der öffentliche Personenverkehr eingestellt.